# Lachambre
Lachambre (deutsch Kammern) ist eine französische Gemeinde mit 913 Einwohnern (Stand 1. Januar 2022) im Département Moselle in der Region Grand Est (bis 2015 Lothringen). Sie gehört zum Arrondissement Forbach-Boulay-Moselle.

## Lage
Lachambre liegt im Norden der historischen Region Lothringen, etwa drei Kilometer südöstlich von Saint-Avold. Im Süden reicht das Gemeindegebiet bis an die Nied.

## Geschichte
Lachambre wurde 1586 durch Karl III. von Lothringen gegründet.
St. Martin, der Schutzpatron der Kirche von Lachambre wird im Gemeindewappen durch den blauen „Mantel“ dargestellt. Die Esche symbolisiert die Gründung des Dorfes im Wald von Fresne / Forêt de Fresne (Eschenwald, französisch frêne).

### Bevölkerungsentwicklung
| Jahr      | 1962 | 1968 | 1975 | 1982 | 1990 | 1999 | 2009 | 2019 |
| Einwohner | 468  | 473  | 503  | 616  | 682  | 731  | 781  | 932  |

## Sehenswürdigkeiten
- Kirche Saint-Martin von 1751
- Kapelle Notre-Dame-de-Merci im Ortsteil Holbach

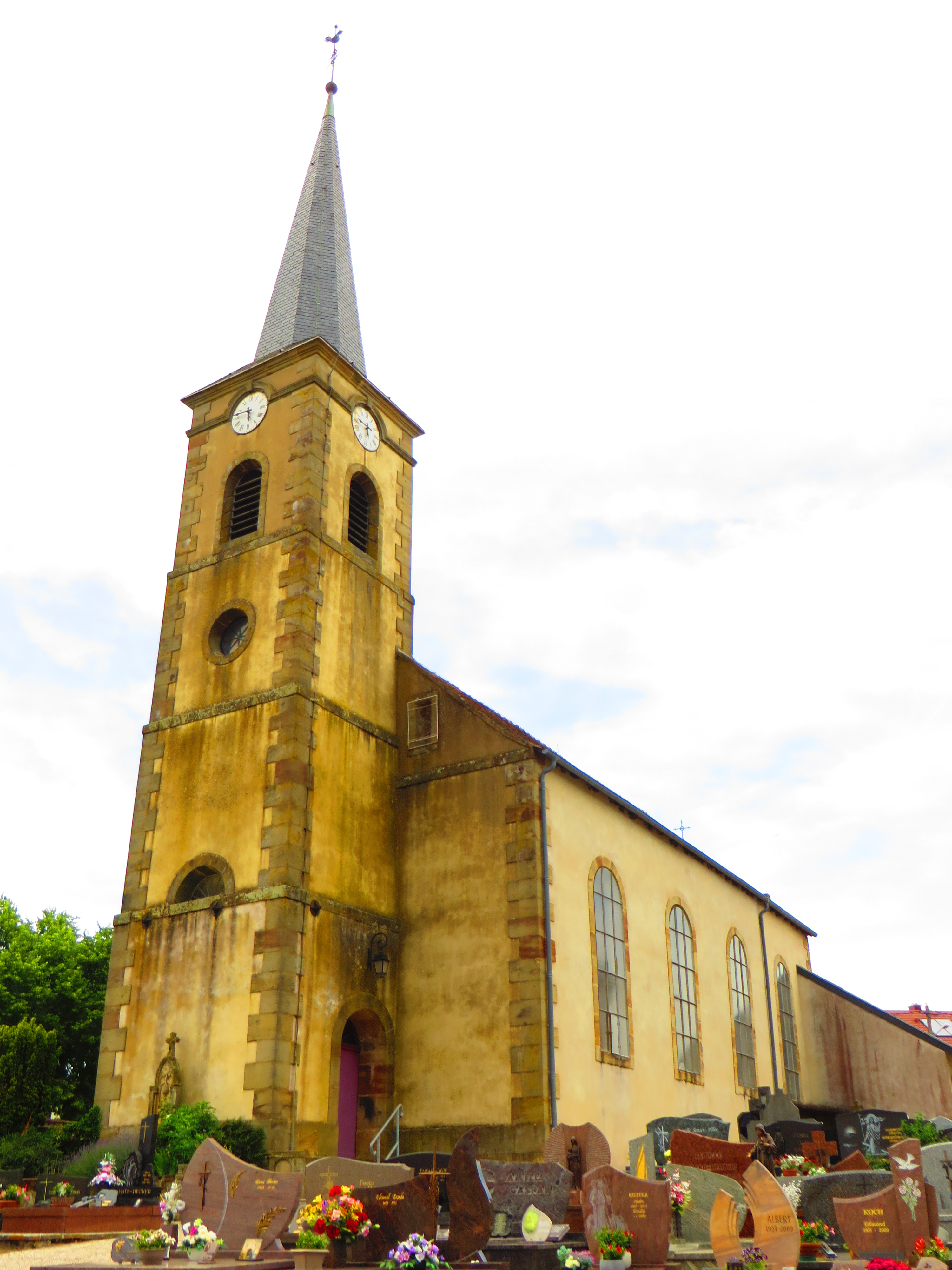
Kirche Saint-Martin
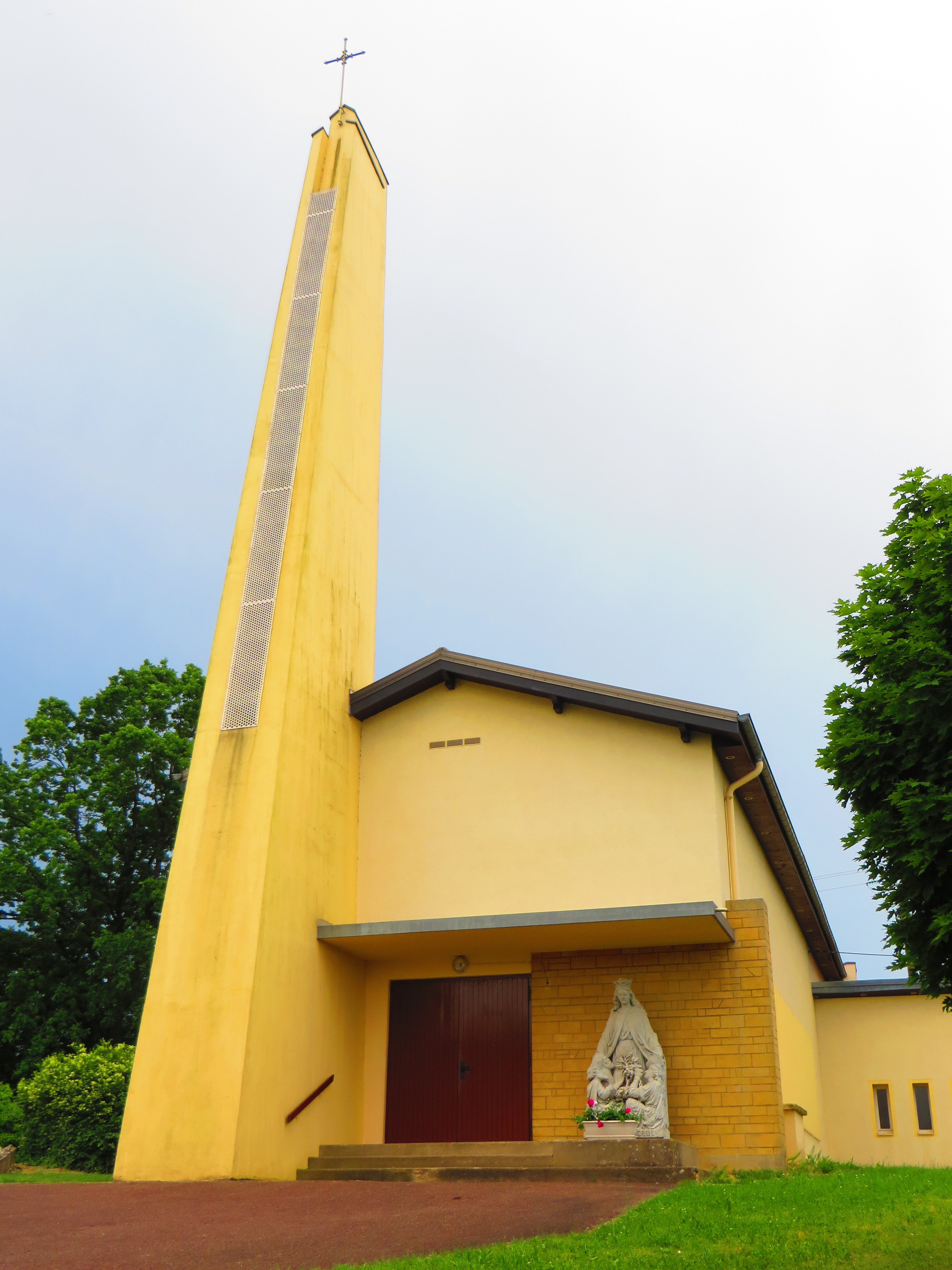
Kapelle Notre-Dame-de-Merci
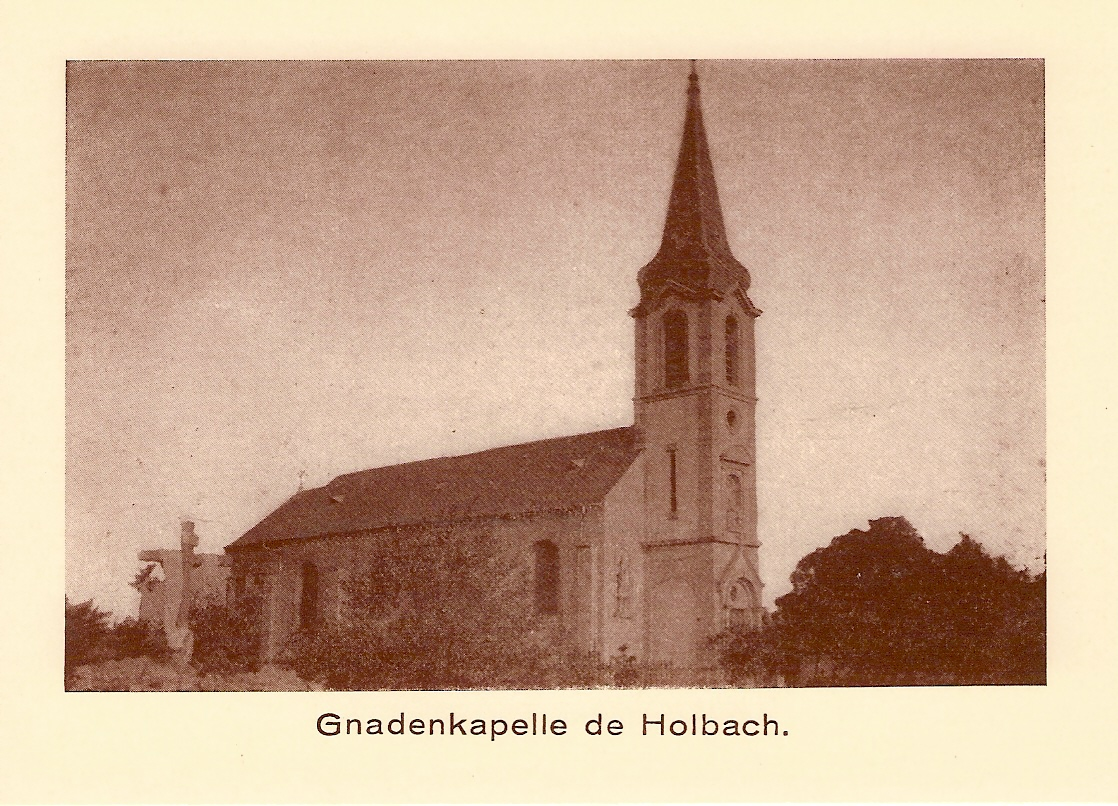
1940 zerstörte Kapelle in Holbach

## Belege
1. ↑  Wappenbeschreibung auf genealogie-lorraine.fr (französisch)